# Godshuis de Lichtervelde

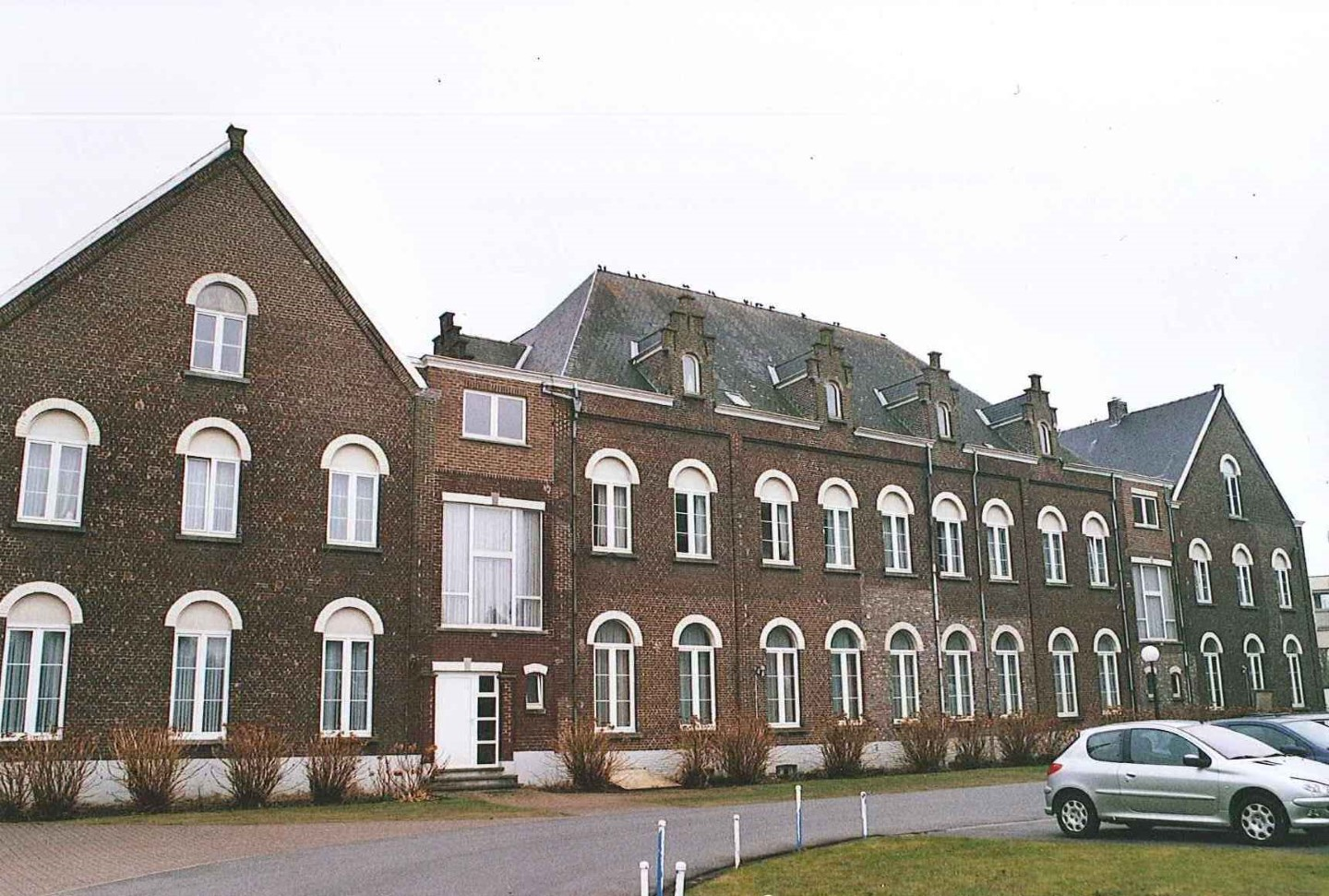
Godshuis de Lichtervelde

Het Godshuis de Lichtervelde is een zorginstelling in de tot de Oost-Vlaamse gemeente Nazareth behorende plaats Eke, gelegen aan de de Lichterveldestraat 1.

## Geschiedenis
Het godshuis werd in 1875 gesticht door de Zusters Kindsheid Jesu uit Gent met de bedoeling om onderwjs te geven aan de talrijke wees- en straatkinderen. Dit geschiedde aanvankelijk in een boerderij. Graaf Jules de Lichtervelde, die in het Kasteel van Eke woonde, schonk de zusters een bedrag waarmee zij een godshuis konden laten bouwen. In 1879-1880 werd dit gerealiseerd. Hier kwamen ouderen te wonen.
In 1882 werd het godshuis gewijd aan het Heilig Hart van Jezus. De godsdienstoefeningen werden nog in de parochiekerk gehouden, maar in 1886 werd een noodkapel in het klooster ingericht. In 1889 werd het godshuis vergroot met twee zijvleugels. Een definitieve kapel werd gebouwd van 1890-1892.
In 1914 werd het godshuis aan de congregatie verkocht, maar spoedig namen de Duitsers enkele schoolklassen in gebruik voor hun gewonde soldaten. In 1918 vluchtten de zusters naar Blankenberge. Toen ze terugkeerden waren de gebouwen beschadigd en de kostbaarste zaken weggeroofd. In 1920 werd de kapel gerestaureerd. In de daaropvolgende jaren werden klassen bijgebouwd en in 1926 kwam er een kostschool voor jongens van 5-9 jaar.
In 1940 vluchtten de zusters en de bewoners tijdelijk naar hun vestiging in Kruishoutem. In 1957 werden verbouwingen uitgevoerd en vanaf 1975 werden er nieuwe gebouwen opgericht die aan de eisen des tijds voldeden. Ook kwam er een nieuwe kleuterschool en basisschool. Het godshuis heet nu: Woon- en zorgcentrum de Lichtervelde.

## Gebouw
De gebouwen van omstreeks 1880 hebben een symmetrische opzet. De Sint-Amanduskapel, rechts van het kloostergebouw gelegen, is van 1890. Het is feitelijk een eenbeukig kerkje dat georiënteerd is en een vrij hoge westtoren bezit. Het is in eclectische stijl met vooral neoromaanse stijlelementen.